# Polycyrtus tricolor
Polycyrtus tricolor là một loài tò vò trong họ Ichneumonidae.